# 1961 v dopravě
Tento článek obsahuje seznam událostí souvisejících s dopravou, které proběhly roku 1961.

## Události
- 4. ledna

 Závod Lokomotivbau Elektrotechnische Werke „Hans Beimler“ v Hennigsdorfu dodala železnici Deutsche Reichsbahn první lokomotivu řady E 11 (od roku 1970 řada 211, u Deutsche Bahn řada 109). Jednalo se o první elektrickou lokomotivu vyrobenou v Německé demokratické republice.
- 1. května

 Zahájení provozu trolejbusů v Jaltě.
- 28. května

  Legendární vlak Orient expres vykonal svoji poslední pravidelnou jízdu na trase Paříž – Bukurešť.
- 18. června

 Byla dokončena elektrizace spojovací trati Poříčany – Nymburk.